# بوستان جنگلی شورآب

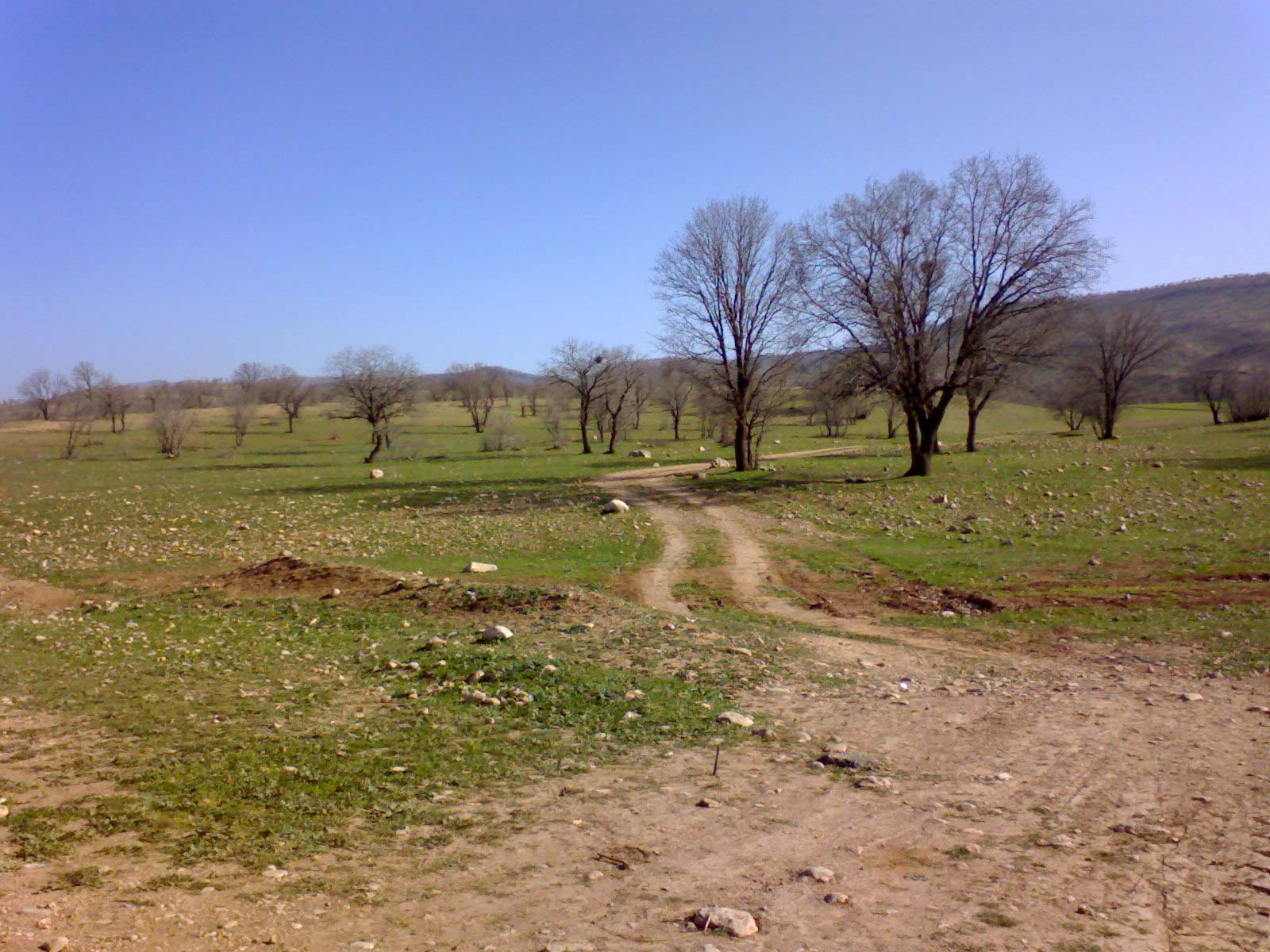
بوستان جنگلی شورآب

بوستان جنگلی شوراب یکی از بوستان های طبیعی اطراف شهر خرم‌آباد است. این بوستان در طبیعی در کیلومتر ۲۵ جادهٔ خرم‌آباد به پلدختر واقع شده و دارای جادهٔ دسترسی آسفالت، آلاچیق و دیگر امکانات رفاهی است. بوستان جنگلی شورآب به دلیل وجود درختان انبوه بلوط و اقلیم معتدل هر سال در فصل بهار گردشگران بسیاری را به‌خود جذب می‌کند. چندی پیش، طرحی مبنی بر دهکدهٔ بوستان جنگلی شوراب توسط نمایندگان شهر خرم‌آباد در مجلس مطرح شد که هدف آن ساماندهی بوستان و همچنین جذب هر چه بهتر گردشگران بود.
چندین روستا در اطراف این بوستان جنگلی واقع شده‌اند:
شوراب محمودوند
شوراب نجم سهیلی
زیرچشمه
بستان‌رود
و…